# Ira, New York
Ira är en ort i Cayuga County i delstaten New York, USA.